# Goeree-Overflakkee
Goeree-Overflakkee es la más meridional isla de delta de la provincia de Holanda Meridional, Países Bajos. Está separada de las islas de Voorne-Putten y Waard Hoeksche, por el Haringvliet; de la parte continental del Brabante Septentrional, por el Volkerak; y de la isla de Schouwen-Duiveland, por el lago Grevelingen.
Es municipio desde 2013. Anteriormente comprendía, de oeste a este, los antiguos municipios de Goedereede, Dirksland, Middelharnis, Oostflakkee. A pesar de ser parte de la provincia de Holanda Meridional, el paisaje de la isla y el dialecto está más relacionado con Zelanda que a Holanda.